# قوة الفضاء (مسلسل تلفزيوني)
قوة الفضاء (مسلسل تلفزيوني) هو مسلسل تلفزيوني كوميدي أمريكي قادم، أنتجه كل من  غريغ دانيلز وستيف كاريل، وبطولة كارل وجون مالكوفيش وبين شوارتز وديانا سيلفر. تم تعيين المسلسل على العرض الأول على Netflix في 29 مايو 2020. ويضم آخر عرض تلفزيوني للممثل الكوميدي فريد ويلارد، الذي توفي في 15 مايو 2020.

## فرضية
قوة الفضاء هو مسلسل كوميدي في مكان العمل يركز على مجموعة من الأشخاص المكلفين بإنشاء الفرع السادس للقوات المسلحة للولايات المتحدة ، قوة الفضاء الأمريكية . شخصية كاريل ، مارك نايرد ، هو الجنرال المسؤول عن وضع الاقدام علي القمر بناء على أوامر الرئيس.

## الممثلون

### الأساسية
- ستيف كاريل في دور الجنرال مارك ر. نيرد ، أول رئيس للعمليات الفضائية لقوة الفضاء [8]
- جون مالكوفيتش  في دور الدكتور أدريان مالوري ، عالم قوة الفضاء ومحاكاة ساخرة للدكتور سترانجيلوف [9]
- بن شوارتز  في دور  توني سكارابوتشي، مدير وسائل الإعلام الاجتماعية في قوة الفضاء [بحاجة لمصدر] [ بحاجة لمصدر ][ بحاجة لمصدر ]
- ديانا سيلفرز في دور إيرين نيرد ، ابنة مارك المراهقة [بحاجة لمصدر]

## روابط خارجية
- قوة الفضاء على موقع IMDb (الإنجليزية)
- قوة الفضاء على موقع ميتاكريتيك (الإنجليزية)
- قوة الفضاء على موقع روتن توميتوز (الإنجليزية)
- قوة الفضاء على موقع نتفليكس (الإنجليزية)
- قوة الفضاء على موقع كينوبويسك (الروسية)
- قوة الفضاء على موقع ألو سيني (الفرنسية)
- قوة الفضاء على موقع قاعدة بيانات الفيلم (الإنجليزية)